# Krystian Bielik
Krystian Bielik (ur. 4 stycznia 1998 w Koninie) – polski piłkarz występujący na pozycji pomocnika w angielskim klubie West Bromwich Albion oraz w reprezentancji Polski.

## Kariera klubowa

### Kluby polskie
Krystian Bielik rozpoczął karierę piłkarską w Górniku Konin, gdzie grał do 2012, kiedy to dołączył do drużyny juniorów Lecha Poznań, w którym grał przez trzy sezony i zdobył w 2014 Puchar Polski U-17. W 2014, za 50 tysięcy złotych, przeszedł do składu seniorskiego drużyny Legii Warszawa, debiutując w meczu z Koroną Kielce 24 sierpnia tego samego roku.

### Arsenal F.C.

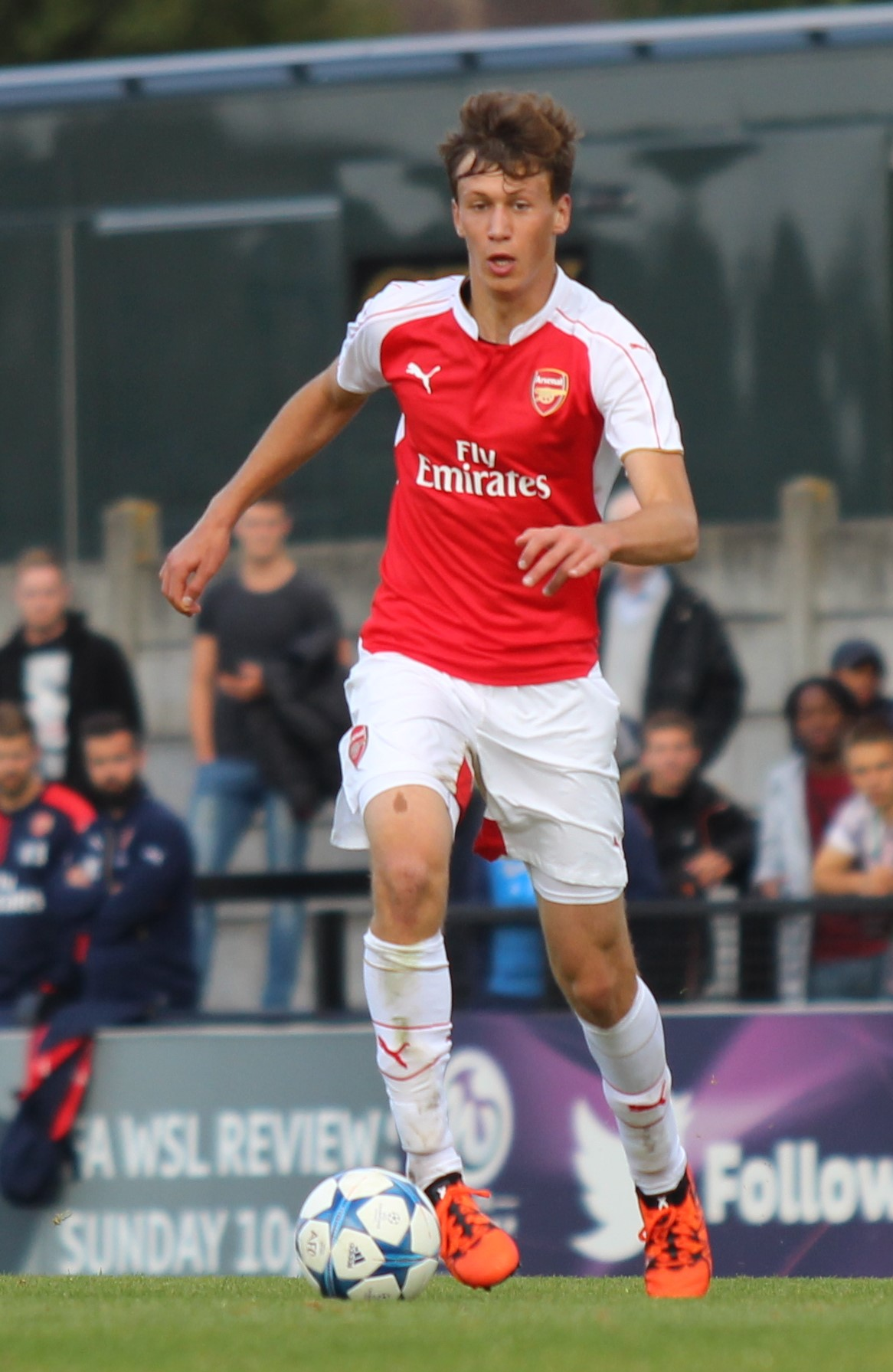
Krystian Bielik w barwach Arsenalu (2015)

W styczniu 2015, Arsenal F.C. wykupił zawodnika z Legii za 2,4 miliona funtów i 21 stycznia podpisał z nim kontrakt. Bielik pierwszy mecz w seniorskiej drużynie rozegrał w przegranym 3:0 meczu 4. rundy Pucharu Ligi przeciwko Sheffield Wednesday – wszedł na boisko w 60. minucie, zmieniając innego debiutanta Glena Kamarę. Był to jeden z dwóch występów, które Polak zanotował w pierwszym zespole Kanonierów. Zawodnik stał się członkiem drużyny U-21 Arsenal, z którą zdobył mistrzostwo U-21, w finale pokonując 3-1 Aston Villę.

### Birmingham City
31 stycznia 2017, na zasadzie wypożyczenia, dołączył do klubu grającego na drugim szczeblu ligi angielskiej Birmingham City. Rozegrał tam 10 meczów i mimo dobrych recenzji po sezonie 2016/2017 powrócił do Arsenalu, gdzie nie wystąpił ani razu.

### Walsall
W lecie 2017 roku Polak doznał kontuzji, a po jej wyleczeniu w styczniu 2018 udał się na kolejne wypożyczenie do innego angielskiego klubu, Walsall, jednak nie zagrał tam żadnego spotkania.

### Charlton Athletic
Od 16 sierpnia 2018 roku do 21 maja 2019 Bielik grał na zasadzie wypożyczenia w Charlton Athletic, dla którego w sezonie 2018/2019 rozegrał 31 ligowych meczów i zdobył trzy gole.

### Derby County
2 sierpnia 2019 ogłoszono jego transfer z Arsenalu do Derby County F.C. i podpisanie pięcioletniego kontraktu.

### West Bromwich Albion
14 sierpnia 2025 podpisał 3-letni kontrakt z West Bromwich Albion. 

## Kariera reprezentacyjna
Pierwszy mecz, jako reprezentant Polski, rozegrał w 2013 w kadrze U-16, następnie przechodził przez kolejne szczeble reprezentacji.

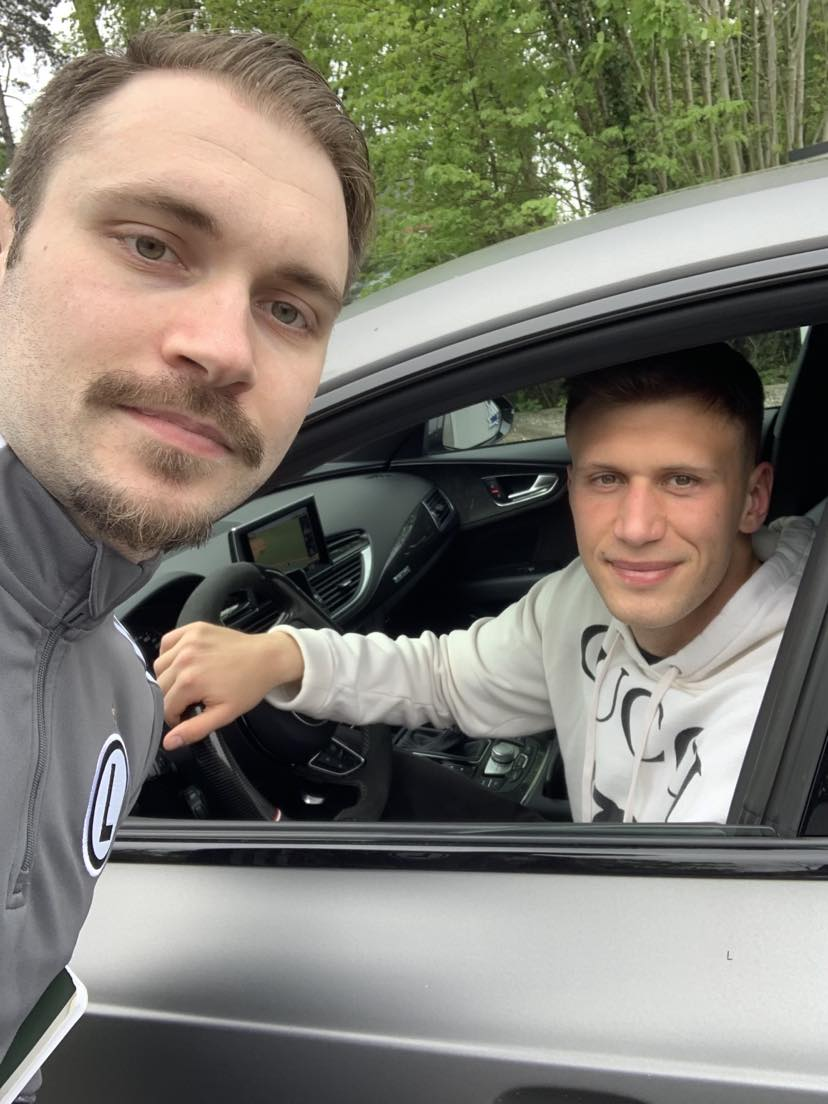
Krystian Bielik z fanem, maj 2024

Był powołany przez selekcjonera Marcina Dornę do kadry U-21 na Młodzieżowe Mistrzostwa Europy do lat 21 2017, na których nie zagrał ani razu. Wystąpił na Mistrzostwach Europy do lat 21 w 2019 we Włoszech i San Marino, strzelając dwie bramki. Był wyróżniającym się zawodnikiem polskiego zespołu.
W reprezentacji Polski seniorów debiutował 6 września 2019, w przegranym 2:0, wyjazdowym spotkaniu ze Słowenią. 

## Statystyki
Reprezentacyjne
(aktualne na dzień 24 marca 2023)
| Reprezentacja | Rok     | Mecze | Bramki |
| ------------- | ------- | ----- | ------ |
| Polska        |         |       |        |
| 2019          | 3       | 0     |        |
| 2022          | 6       | 0     |        |
| 2023          | 2       | 0     |        |
| Ogólnie       | Ogólnie | 11    | 0      |

| Mecze i gole w reprezentacji | Mecze i gole w reprezentacji | Mecze i gole w reprezentacji | Mecze i gole w reprezentacji | Mecze i gole w reprezentacji | Mecze i gole w reprezentacji | Mecze i gole w reprezentacji |
| Lp.                          | Data                         | Miasto                       | Przeciwnik                   | Gol                          | Wynik                        | Rozgrywki                    |
| ---------------------------- | ---------------------------- | ---------------------------- | ---------------------------- | ---------------------------- | ---------------------------- | ---------------------------- |
| 1.                           | 06.09.2019                   | Lublana                      | Słowenia                     |                              | 0:2                          | el. ME 2020                  |
| 2.                           | 10.09.2019                   | Warszawa                     | Austria                      |                              | 0:0                          | el. ME 2020                  |
| 3.                           | 16.11.2019                   | Jerozolima                   | Izrael                       |                              | 2:1                          | el. ME 2020                  |
| 4.                           | 24.03.2022                   | Glasgow                      | Szkocja                      |                              | 1:1                          | towarzyski                   |
| 5.                           | 29.03.2022                   | Chorzów                      | Szwecja                      |                              | 2:0                          | el. MŚ 2022 Baraże           |
| 6.                           | 22.11.2022                   | Doha                         | Meksyk                       |                              | 0:0                          | MŚ 2022                      |
| 7.                           | 26.11.2022                   | Ar-Rajjan                    | Arabia Saudyjska             |                              | 2:0                          | MŚ 2022                      |
| 8.                           | 30.11.2022                   | Doha                         | Argentyna                    |                              | 0:2                          | MŚ 2022                      |
| 9.                           | 04.12.2022                   | Doha                         | Francja                      |                              | 1:3                          | MŚ 2022                      |
| 10.                          | 24.03.2023                   | Praga                        | Czechy                       |                              | 1:3                          | el. ME 2024                  |
| 11.                          | 16.06.2023                   | Warszawa                     | Niemcy                       |                              | 1:0                          | towarzyski                   |